# Rameau auriculaire de l'artère occipitale
Le rameau auriculaire de l'artère occipitale est une artère systémique paire du crâne. Il vascularise le pavillon de l'oreille.

## Origine
Le rameau auriculaire nait de l'artère occipitale lorsqu'elle devient superficielle.

## Trajet
Le rameau auriculaire de l'artère occipitale se dirige latéralement dans le tissu sous-cutané en direction de l'arrière du pavillon de l'oreille.
Il vascularise la peau de la région postérieure de l'oreille et la partie postérieure du pavillon.
Il s'anastomose avec le rameau auriculaire de l'artère auriculaire postérieure